# Малетич Наталка
Наталка Малетич (Зубрицька) (нар. 29 квітня 1979, Львів) — українська письменниця, перекладачка, редакторка. Живе і працює у Львові.

## Біографія
Народилася 29 квітня 1979 року у Львові. Закінчила філологічний факультет Львівського національного університету, однак вчителем так і не стала: зрозуміла, що більше любить із дітьми дружити, ніж повчати. Працювала редакторкою літературної та дитячої програми на Львівському обласному радіо, а також редакторкою в інтернет-виданнях «Медіа-простір», ЗІК, ZAXID.NET. Вела блоґ «Читландія» для сайту «MAM.UA», де розповідала про спільне читання мам і дітей. Писала огляди дитячих книжок для «Літакценту», «Барабуки», сайту «Видавництва Старого Лева».
З 2015 року працює редакторкою відділу дитячої літератури у «Видавництві Старого Лева».
Найбільше захоплення — література, а також класична музика і живопис. 
Одружена. Має двох дітей.

## Творчість
Авторка книжок «Про Зайчика-Забудька та інші історії», «Щоденник Ельфа» та «Іль. Казка про народження», співавторка книжок «Різдвяна чудасія», «Весняна книжка», «Дарунок святого Миколая», «На Великдень», «Медяник для Миколая», «Чат для дівчат». Упорядниця збірки «10 історій для хлопців», що вийшла 2017 року у «Видавництві Старого Лева».
«Про Зайчика-Забудька та інші історії» — перша книжка Наталки Малетич, яку вона писала спочатку для своєї доньки Вікторії. До ілюстрування книжки, що вийшла 2009 року у видавництві Грані-Т, долучилася і сама донька.

### Літературна творчість
- «Про Зайчика-Забудька та інші історії» (Грані-Т, 2009)
- «Щоденник Ельфа» (Видавництво Старого Лева, 2015)
- «Іль. Казка про народження» (Видавництво Старого Лева, 2017)
- «Привид, який не міг заснути» (Видавництво Старого Лева, 2020)
- «Великодня історія» (Видавництво Старого Лева, 2021)
- «Леся. Мандрівний клубочок» (Портал, 2021)

Співаторство
- «Різдвяна чудасія»
- «Весняна книжка»
- «Дарунок святого Миколая»
- «На Великдень»
- «Медяник для Миколая»
- «Чат для дівчат» (оповідання «Завжди Твій») (Видавництво Старого Лева, 2016)

Упорядник
- «10 історій для хлопців (Видавництво Старого Лева, 2017)

### Переклади
з польської
- «Остання пригода детектива Носика» М. Орлонь (Видавництво Старого Лева, 2016)
- «Детектив Носик і викрадачі» М. Орлонь (Видавництво Старого Лева, 2017)

## Відзнаки
- 2008 — лауреат II премії Всеукраїнського конкурсу за найкращі прозові твори для дітей «Золотий лелека».

Переможець конкурсу «Біблійні історії» в номінації «Повість на сюжет з Євангелії» за повість «Ісус у Капернаумі» (1 місце) і в номінації «Оповідання на сюжет з Євангелії» за оповідання про Рахіль і Ослика «Вхід Господній в Єрусалим» (2 місце).